# Oslon
Oslon település Franciaországban, Saône-et-Loire megyében. Lakosainak száma 1221 fő (2022. január 1.). Oslon Châtenoy-en-Bresse, Allériot, Lans, Saint-Christophe-en-Bresse és Saint-Marcel községekkel határos.

## Népesség
A település népességének változása:
| Lakosok száma | 1251 | 1243 | 1279 | 1230 | 1224 | 1222 | 1226 | 1226 | 1221 |
|               | 2013 | 2015 | 2016 | 2017 | 2018 | 2019 | 2020 | 2021 | 2022 |